# Ігор Осредкар
Ігор Осредкар (нар. 20 червня 1986, Трбовлє) — словенський футзаліст.

## Кар'єра

### Клубна
Виховувався в молодіжних структурах «Литії» та «Слована» Любляна, у віці 17 років він покинув футбол на користь футзалу з фінансових причин. До 2013 року чергував футзал з роботою на словенській пошті.
З 2022 року виступає за хорватську «Пулу».

### Національна
Він є капітаном і рекордсменом за кількістю зіграних матчів (181) і забитих голів (87) за збірну Словенії з футзалу, за яку він дебютував у віці 19 років, 30 січня 2005 року.